# Исия (Комагена)
Исия Филосторг (на гръцки: η Ισίας Φιλόστοργος, Isias Philostorgos or Philostorgus) е принцеса от Кападокия през 1 век пр.н.е. Като съпруга на комагенския цар Антиох I Тео тя е царица на Комагена (70 пр.н.е. – 38 пр.н.е., 32 години).

## Биография
Исия е половин персийка и половин гъркиня, дъщеря на Ариобарзан I Филороман (цар на Кападокия) и Атения Филосторг I. Тя е сестра на Ариобарзан II (цар на Кападокия 63 – 51 пр.н.е.).
Исия се омъжва за Антиох I Тео (цар 69 – 36 пр.н.е.). Погребана е в гробница на 12 км от Кахта (Kahta), (близо до язовир „Ататюрк“, Турция), построена от нейния син Митридат II за нея, за сестра му Антиохида и за племенницата му Ака I. Гробницата е висока 9 метра.

## Деца
Исия и Антиох I Тео имат четири (или пет) деца:
- Митридат II Антиох Епифан, последва баща си на трона (цар през 38 – 20 пр.н.е.)
- Антиох II Епифан, екзекутиран 29 пр.н.е. по заповед на Октавиан Август
- Лаодика, омъжена за Ород II, цар на Партското царство (57 – 38 пр.н.е.)
- Антиохида, майка на Ака I

- Според някои източници и на дъщеря с неизвестно име, която се омъжва за Артавазд II от Медия Атропатена